# Макаровцы (Кировская область)
 Макаровцы  — деревня в Кирово-Чепецком районе Кировской области в составе Просницкого сельского поселения.

## География
Расположена на расстоянии примерно 1 км на юг от станции Просница.

## История
Известна с 1747 года как деревня Мехряковская с населением 9 душ мужского пола, в 1764 8 жителей, в 1802 4 двора. В 1873 году здесь дворов 11 и жителей 79, в 1905 (Мехряковская или Макаровцы) 22 и 138, в 1926 (Макаровцы или Мехряковская) 29 и 140, в 1950 26 и 171, в 1989 уже не было постоянных жителей. Настоящее название утвердилось с 1939 года. Ныне имеет дачный характер.

## Население
Постоянное население составляло не было учтено как в 2002 году, так и в 2010.